# Sadrac González-Perellón
 (septembre 2019).
Le contenu est difficilement compréhensible vu les erreurs de traduction, qui sont peut-être dues à l'utilisation d'un logiciel de traduction automatique.
Sadrac González-Perellón, né à Madrid en 1983, est un réalisateur, scénariste et producteur espagnol.

## Biographie
Après avoir étudié l'Art et le Dessin, il a commencé à tourner quelques courts-métrages, présentés dans des festivals du monde entier.
En 2009 il a tourné, avec Sonia Escolano, le film expérimental Le départ de Myna, dans lequel raconte l'histoire d'une immigrée illégale et les problèmes qu'elle doit affronter en Espagne.
Ce film a gagné la mention de l'honneur du jury pour la meilleure interprétation du festival du film d'Austin, Il a aussi fait partie de la Sélection Officielle de l'Athensfest,, Les Rencontres des Cinémas d'Europe,, en France, les The Bronx Independent à New York, parmi d'autres festivals de films.
En 2017, et après un long séjour en France, il a tourné le film Black Hollow Cage, un drame de science fiction qui raconte l'histoire d'Alice, une fille traumatisée par la perte de son bras et qui vit seule dans une maison isolée dans le bois avec son père et un chien loup. Un jour, la fille trouve un cube dans le bois qui bouleverse son passé.
Il a gagné le Prix du Jury au festival international du film fantastique de Puchon en Corée du Sud, le plus important de genre D'Asie. De plus, il a obtenu Section Officielle dans festival international du film de Catalogne, festival international du film fantastique de Neuchâtel et le festival de Raindance.
En 2018, il réalise son premier film en tant que producteur, House of Sweat and Tears, réalisé par Sonia Escolano. Le film a été présenté dans Frontiéres au Festival de Cannes et à la section officielle de l'un des festivals de cinéma les plus importants au monde, le Fantastic Fest, à Austin, aux États-Unis.

## Filmographie

### Réalisateur et scénariste
- 2009 : Le Départ de Myna
- 2017 : Black Hollow Cage
- 2022 : Amazing Elisa (Asombrosa Elisa)

### Producteur
- 2018 : House of Sweat and Tears